# 贵州小檗
贵州小檗（学名：Berberis cavaleriei）是小檗科小檗属的植物，是中国的特有植物。分布在中国大陆的贵州、云南等地，生长于海拔900米至1,800米的地区，常生长在路边、山坡灌丛和密林中，目前尚未由人工引种栽培。

## 异名
- Berberis dolichostemon Ahrendt